# Frank Hussey
Frank Hussey   (Nova York, 14 de febrer de 1905 - Coxsackie, 26 de desembre de 1974) va ser un atleta estatunidenc que va competir durant la dècada de 1920.
El 1924 va prendre part en els Jocs Olímpics de París, on va guanyar la medalla d'or en els 4x100 metres relleus del programa d'atletisme. Va compartir equip amb Loren Murchison, Louis Clarke i Alfred LeConey.
En tornar de París va ingressar al Boston College, on va destacar com a velocista i va guanyar els campionats de l'Amateur Athletic Union de 100 iardes el 1925.
El 1928 era considerat un dels principals favorits per a la medalla d'or dels 100 metres als Jocs Olímpics d'Amsterdam, però Hussey no va superar els trials classificatoris.

## Millors marques
- 100 metres llisos. 10.7" (1924)
- 4x100 metres llisos. 41.0" (1924) Rècord del Món[1][3]